# Liste der Bodendenkmäler in Biessenhofen
Auf dieser Seite sind die Bodendenkmäler in der schwäbischen Gemeinde Biessenhofen zusammengestellt. Diese Tabelle ist eine Teilliste der Liste der Bodendenkmäler in Bayern. Grundlage ist die Bayerische Denkmalliste, die auf Basis des Bayerischen Denkmalschutzgesetzes vom 1. Oktober 1973 erstmals erstellt wurde und seither durch das Bayerische Landesamt für Denkmalpflege geführt wird. Die folgenden Angaben ersetzen nicht die rechtsverbindliche Auskunft der Denkmalschutzbehörde.

## Bodendenkmäler der Gemeinde Biessenhofen

### Bodendenkmäler im Ortsteil Altdorf
| Lage               | Objekt | Akten-Nr.     | Bild |
| ------------------ | --- | ------------- | ---- |
| Altdorf (Standort) | Mittelalterlicher Turmhügel. | D-7-8129-0049 |      |
| Altdorf (Standort) | Körpergräber des frühen Mittelalters. | D-7-8129-0050 |      |
| Altdorf (Standort) | Hofwüstung der frühen Neuzeit. | D-7-8129-0073 |      |
| Altdorf (Standort) | Siedlung frühgeschichtlicher Zeitstellung, Gräber des frühen Mittelalters | D-7-8129-0079 |      |
| Altdorf (Standort) | Befestigung und Siedlung vorgeschichtlicher Zeitstellung, mittelalterlicher Vorgängerbau der Katholischen Filial- und Wallfahrtskirche St. Ottilia, abgegangenes frühneuzeitliches Schloss und Kapellenwüstung St. Sebastian. | D-7-8129-0080 |      |
| Altdorf (Standort) | Straße der römischen Kaiserzeit. | D-7-8129-0085 |      |
| Altdorf (Standort) | Mittelalterliche und frühneuzeitliche Befunde im Bereich der Katholischen Filial- und Wallfahrtskirche St. Ottilia. | D-7-8129-0110 |      |
| Altdorf (Standort) | Mittelalterlicher Vorgängerbau der Katholischen Pfarrkirche St. Georg. | D-7-8129-0113 |      |
| Altdorf (Standort) | Mittelalterliche und frühneuzeitliche Befunde im Bereich der Katholischen Pfarrkirche Mariae Himmelfahrt. | D-7-8129-0115 |      |
| Altdorf (Standort) | Mittelalterliche und frühneuzeitliche Befunde im Bereich der Katholischen Filialkirche St. Stephanus. | D-7-8129-0119 |      |

### Bodendenkmäler im Ortsteil Bertoldshofen
| Lage                     | Objekt                                     | Akten-Nr.     | Bild |
| ------------------------ | ------------------------------------------ | ------------- | ---- |
| Bertoldshofen (Standort) | Grabhügel vorgeschichtlicher Zeitstellung. | D-7-8129-0069 |      |

### Bodendenkmäler im Ortsteil Ebenhofen
| Lage                 | Objekt | Akten-Nr.     | Bild |
| -------------------- | --- | ------------- | ---- |
| Ebenhofen (Standort) | Abschnittsbefestigung des Mittelalters. | D-7-8129-0008 |      |
| Ebenhofen (Standort) | Burgstall des hohen und späten Mittelalters. | D-7-8129-0056 |      |
| Ebenhofen (Standort) | Gräber des frühen Mittelalters. | D-7-8129-0057 |      |
| Ebenhofen (Standort) | Körpergräber vor- und frühgeschichtlicher Zeitstellung. | D-7-8129-0058 |      |
| Ebenhofen (Standort) | Straße der römischen Kaiserzeit. | D-7-8129-0060 |      |
| Ebenhofen (Standort) | Mittelalterliche und frühneuzeitliche Befunde im Bereich der Katholischen Pfarrkirche St. Peter und Paul sowie Siedlung des Mittelalters und der frühen Neuzeit. | D-7-8129-0117 |      |

### Bodendenkmäler im Ortsteil Hirschzell
| Lage                  | Objekt                                                           | Akten-Nr.     | Bild |
| --------------------- | ---------------------------------------------------------------- | ------------- | ---- |
| Hirschzell (Standort) | Abschnittsbefestigung vor- und frühgeschichtlicher Zeitstellung. | D-7-8129-0046 |      |